# Universitetet i Ibadan
Universitetet i Ibadan (engelska: University of Ibadan) är Nigerias äldsta och ledande universitet, beläget omkring 8 km från centrala Ibadan i delstaten Oyo.
Universitetet grundades 1948, och hade år 2009 omkring 12 000 studenter. Det har tretton olika kollegier eller fakulteter, däribland juridik, lant- och skogsbruk, medicin, samhällsvetenskap, teknologi, utbildning och veterinärmedicin.

## Historia
Universitetet har sina rötter i Yaba Higher College, som grundades 1932. I januari 1948 flyttade de 104 studenterna vid Yaba till Ibadan, och universitetet öppnade formellt den 25 mars samma år. Det är den enda institutionen i Nigeria som grundades före självständigheten 1960.

## Alumni
Bland universitetets före detta studenter återfinns bland andra:
- Chinua Achebe, författare
- Emeka Anyaoku, generalsekreterare för Samväldet
- Léopold-Joseph Bonny Duala-M'bedy, statsvetare
- John Pepper Clark, lyriker och dramatiker
- Olubanke King-Akerele, utrikesminister
- William F. Kumuyi, pastor
- Essien Udosen Essien-Udom, sociolog och statsvetare
- Olu Falae, politiker
- Chukwuemeka Ike, författare
- Wole Soyinka, författare, Nobelpristagare i litteratur 1986
- Frederick Nnabuenyi Ugonna, etnolog, lingvist
- Christopher Okigbo, lyriker
- Gamaliel Onosode, politiker
- Martin Ihoeghian Uhomoibhi, diplomat, president för FN:s råd för mänskliga rättigheter 2008-2009
- Ken Saro-Wiwa, författare, människorättskämpe